# Carnosaur
Série
Carnosaur 2
(1995)
Pour plus de détails, voir Fiche technique et Distribution.
Carnosaur est un film américain, réalisé par Adam Simon et Darren Moloney et produit par Roger Corman, sorti en 1993. Il s'agit de l'adaptation d'un roman du même nom de John Brosnan, qui fit connaître le roman en question, lequel passa presque inaperçu lors de sa publication.

## Synopsis
Le Dr Triptree, voulant éradiquer l'humanité, inocule à des poules des gènes d’animaux multiples et parviens à recréer des dinosaures. Ses poules sont destinées à la consommation et les femmes qui en mangent accouchent d’œufs de dinosaures. Entre-temps, un œuf éclot dans le laboratoire de Triptree faisant naître un Deinonychus qui va s'enfuir, grandir de manière accélérée et faire régner la terreur.

## Fiche technique
- Titre : Carnosaur
- Réalisation : Adam Simon et Darren Moloney
- Scénario : Adam Simon, d'après le roman Carnosaur de John Brosnan
- Production : Roger Corman et Mike Elliott
- Société de production : New Horizon Picture Corp
- Budget : 1 million de dollars (734 000 euros)
- Musique : Nigel Holton
- Photographie : Keith Holland
- Montage : Richard Gentner et Lorne Morris
- Décors : Aaron Osborne
- Costumes : Kristin M. Burke
- Pays d'origine :  États-Unis
- Format : Couleurs - 1,33:1 - Stéréo - 35 mm
- Genre : horreur, science-fiction
- Durée : 83 minutes
- Date de sortie : 21 mai 1993 (États-Unis)
- Film interdit aux moins de 16 ans lors de sa sortie en salle.

## Distribution
- Diane Ladd : le docteur Jane Tiptree
- Raphael Sbarge : « Doc » Smith
- Jennifer Runyon : Ann « Thrush »
- Harrison Page : le shérif Fowler
- Ned Bellamy : Fallon
- Clint Howard : « Slim » Friar
- Frank Novak : Jesse Paloma
- Ed Williams : le docteur Sterling Raven
- Andrew Magarian : Swanson
- Brent Hinkley : Peregrine
- Lisa Moncure : Susan Mallard
- Myron Simon : Vogel
- V.J. Foster : le lieutenant colonel Wren
- Martha Hackett : Mlle Kroghe
- Michael Elliott : Siegel

## Bande originale
- Strait to the Boogie par Regis McNicholas.

## Autour du film
- Outre la saga des Carnosaur, Roger Corman a également produit d'autres films mettant en scène des dinosaures, tels que Voyage sur la planète préhistorique (1965), Dinosaur Island (1994), Raptor (2001) ou Dinocroc (2004).
- À noter, une petite apparition de Rodman Flender, le réalisateur de Unborn (1991), Leprechaun 2 (1994) ou La Main qui tue (1999), dans le rôle de l'assistant du sénateur Capone.
- Le principal dinosaure du film est un deinonychus, souvent confondu avec le vélociraptor, qui le remplaça d'ailleurs dans Carnosaur 2. Le second dinosaure à apparaître est un T-rex.
- Les personnages Jane Tiptree et Doc Smith ont tous deux été nommés d'après les auteurs de science-fiction James Tiptree, Jr (nom de plume d'Alice Bradley Sheldon) et Edward Elmer Smith. De nombreux autres personnages ont quant à eux été nommés d'après des noms anglais d'oiseaux : Thrush correspondant à turdinae, Raven au corbeau, Peregrine au faucon pèlerin, Mallard au canard colvert, Wren au troglodytinae... Vogel signifiant également oiseau en allemand.

### Série de films
- 1995 : Carnosaur 2, de Louis Morneau
- 1996 : Carnosaur 3 (Carnosaur 3: Primal Species), de Jonathan Winfrey
- 2001 : Raptor, suite non officielle de Jim Wynorski
- 2006 : The Eden Formula, seconde suite non officielle de John Carl Buechler